# Dugesia absoloni
Dugesia absoloni is een platworm (Platyhelminthes). De worm is tweeslachtig. De soort leeft in of nabij zoet water.
Het geslacht Dugesia, waarin de platworm wordt geplaatst, wordt tot de familie Dugesiidae gerekend. De wetenschappelijke naam van de soort werd, als Geopaludicolia absoloni, voor het eerst geldig gepubliceerd in 1919 door Komarek.